# Notiphila caudata
Notiphila caudata är en tvåvingeart som beskrevs av Carl Fredrik Fallén 1813. Notiphila caudata ingår i släktet Notiphila, och familjen vattenflugor. Arten är reproducerande i Sverige.